# Sierra de la Virgen (Sistema Ibérico)
La Sierra de la Virgen conocida en época romana como Voberca Mons, es una sierra que se encuentra en las comarcas de Aranda y la Comunidad de Calatayud, en Aragón, España. Se alza al sur del macizo del Moncayo, entre los valles del Ribota y Aranda, ambos afluentes del Río Jalón.

## Características
La sierra está alineada en dirección Noroeste-Sureste. Su punto más alto es el monte Cabrera con sus 1433 m. Otras cimas importantes son Virgen de la Sierra (1413 m), Cúcuta (1300 m), San Cristóbal (1264 m), Pico de Morés (1186 m) y el Monte de la Lezna (1173 m). La adyacente Sierra de Vicort se extiende al este de la Sierra de la Virgen en la misma dirección.
El nombre de esta sierra se debe al Santuario de la Virgen de la Sierra, lugar de culto a la Virgen María, en lo alto de estos montes a unos 22 km al norte de la localidad de Villarroya de la Sierra.
Para visitar la zona que da a la Rambla de Ribota se ha de tomar la carretera N-234, que conecta Calatayud con Torrelapaja. Por la otra vertiente, se llega al valle del Aranda por la carretera provincial A-1503 que une El Frasno con Ciria.
El sendero de Gran Recorrido GR-90 - Sendero Ibérico Zaragozano, en su variante GR 90.2 —Sendero Turístico de Aragón, catalogado e inventariado por el Gobierno de Aragón como recurso turístico— recorre la sierra desde Aranda de Moncayo a Viver de la Sierra, y de esta localidad a Embid de la Ribera.
Estos montes están cubiertas en su mayoría de maquia, especies arbustivas, lo que se conoce popularmente como monte bajo. Sin embargo se han reforestado con diferentes especies de Pinus durante el siglo XX. La Sierra de la Virgen es a menudo objeto de incendios forestales periódicos en etapas de sequía prolongada. Las especies autóctonas son en su mayoría enebros y encinas.